# O Que Se Leva da Vida É a Vida Que Se Leva
O que se Leva da Vida... é a Vida que se Leva é o primeiro álbum de estúdio lançado pelo rapper brasileiro Túlio Dek. Foi distribuído oficialmente em 2008, quando Dek assinou um contrato com a gravadora Arsenal Music. O álbum contou com a produção de DJ Cuca e Rick Bonadio e teve como hit principal a música "Tudo Passa", uma parceria do rapper com o vocalista Di Ferrero, da banda NX Zero. Este hit fez parte da trilha-sonora da novela A Favorita, da TV Globo, como tema do malandro Halley, interpretado pelo ator de Cauã Reymond. Ainda sobre a canção "Tudo Passa", ela usa samplers da música "Mood for a Day", da banda Yes.

## Faixas
| N.º | Título                                        | Compositor(es)                            | Informações                                                  | Duração |  |
| 1.  | "O que Se Leva da Vida..." (com Paulo Miklos) | Túlio Dek/DJ Cuca                         | Riff inspirado na música "Fast Car", de Tracy Chapman        | 4:27    |  |
| 2.  | "O Sol" (com Eric Silver)                     | Túlio Dek/Eric Silver/Rick Bonadio        |                                                              | 4:06    |  |
| 3.  | "Tudo Passa" (com Di Ferrero)                 | Túlio Dek/Rick Bonadio/Di Ferrero/DJ Cuca | Contém interpolação da música "Mood For A Day", da banda Yes | 3:38    |  |
| 4.  | "Até Que Seria Bom"                           | Túlio Dek/DJ Cuca                         | sampler da música "Video life", do austríaco Bilgeri         | 3:46    |  |
| 5.  | "Vem Comigo" (Featuring: Aline Willy)         | Túlio Dek/DJ Cuca                         |                                                              | 3:14    |  |
| 6.  | "Será o Fim?"                                 | Túlio Dek/DJ Cuca                         |                                                              | 3:13    |  |
| 7.  | "Pra Sempre" (Featuring: Aline Willy)         | Túlio Dek/Eric Silver/Rick Bonadio        |                                                              | 4:00    |  |
| 8.  | "A Família" (Featuring: Aori/Lêpo/Funkero)    | Túlio Dek/Aori/Lêpo/Funkero/DJ Cuca       |                                                              | 6:11    |  |
| 9.  | "Só Você e Eu" (com Karin Hils)               | Túlio Dek/DJ Cuca                         |                                                              | 3:58    |  |
| 10. | "Sem Preconceito" (com Thaíde)                | Túlio Dek/Thaíde/DJ Cuca                  |                                                              | 6:06    |  |
| 11. | "Amigo de Verdade"                            | Túlio Dek/DJ Cuca                         |                                                              | 3:36    |  |
| 12. | "O Mundo Gira"                                | Túlio Dek/DJ Cuca                         |                                                              | 3:52    |  |
| 13. | "A Inversão"                                  | Túlio Dek/DJ Cuca                         |                                                              | 3:44    |  |
| 14. | "Terra de Ninguém"                            | Túlio Dek/DJ Cuca                         |                                                              | 4:13    |  |